# Janina Zakrzewska (nauczyciel)
Janina Klotylda Zakrzewska z domu Dygat (ur. 17 listopada 1873 w Paryżu, zm. 23 lutego 1941 w Królewskiej Górze) – nauczycielka, tłumaczka, działaczka społeczna.

## Życiorys
Urodziła się w rodzinie polskich patriotów, emigrantów osiadłych we Francji w II połowie XIX wieku. Ojciec Janiny - Ludwik Dygat (1839-1901), wicedyrektor rachunkowości Towarzystwa Kolei Północnych w Paryżu - był znanym działaczem patriotycznym na emigracji. Matka - Maria Mazurkiewicz zmarła bardzo młodo. Z kolei babcią Janiny Dygat była Ksawera Mierosławska, siostra gen. Ludwika Mierosławskiego i kapitana marynarki handlowej Adama Piotra Mierosławskiego, a dziadkiem - Wincenty Mazurkiewicz - znany działacz emigracyjny, członek centralizacji TDP. Do szkół uczęszczała w Paryżu i tam po studiach uzyskała dyplom nauczycielski Akademii Paryskiej. W Paryżu brała czynny udział w życiu tamtejszej Polonii wraz z Władysławem Mickiewiczem, Marią Skłodowską-Curie, Olgą Boznańską, Seweryną Duchińską i innymi. Pod koniec sierpnia 1905 r., po poślubieniu lekarza Ksawerego Zakrzewskiego, przeniosła się do Poznania. Tu zaangażowała się w pracy społecznej w Towarzystwie Opieki nad Dziatwą Polską „Warta”, w Towarzystwie Gimnastycznym "Sokół", a w niepodległej Polsce także w Stowarzyszeniu Polsko-Francuskim. W latach 1921–1939 prowadziła zajęcia na kursach języka francuskiego organizowanych przez rząd francuski. W 1936 r. otrzymała od tegoż rządu „złote palmy” za zasługi na polu nauczania języka francuskiego w Polsce. Tłumaczyła na język francuski prace naukowe z zakresu prawa, filozofii, geografii, medycyny i historii sztuki a także przemówienia (m.in. Jarogniewa Drwęskiego). Zmarła w Królewskiej Górze koło Warszawy. Jej doczesne szczątki pochowane na tamtejszym cmentarzu ekshumowano po wojnie i złożono we wspólnym grobie wraz z mężem - dr. Ksawerym Zakrzewskim na cmentarzu Zasłużonych Wielkopolan na Wzgórzu Św. Wojciecha w Poznaniu. 